# Simone Signoret
Henriette Charlotte Simone Kaminker, més coneguda com a Simone Signoret o Simone Kaminker (Wiesbaden, 25 de març de 1921 - Autheuil-Authouillet, 30 de setembre de 1985), va ser una actriu germanofrancesa, nascuda sota l'ocupació francesa després de la Primera Guerra Mundial.

## Biografia

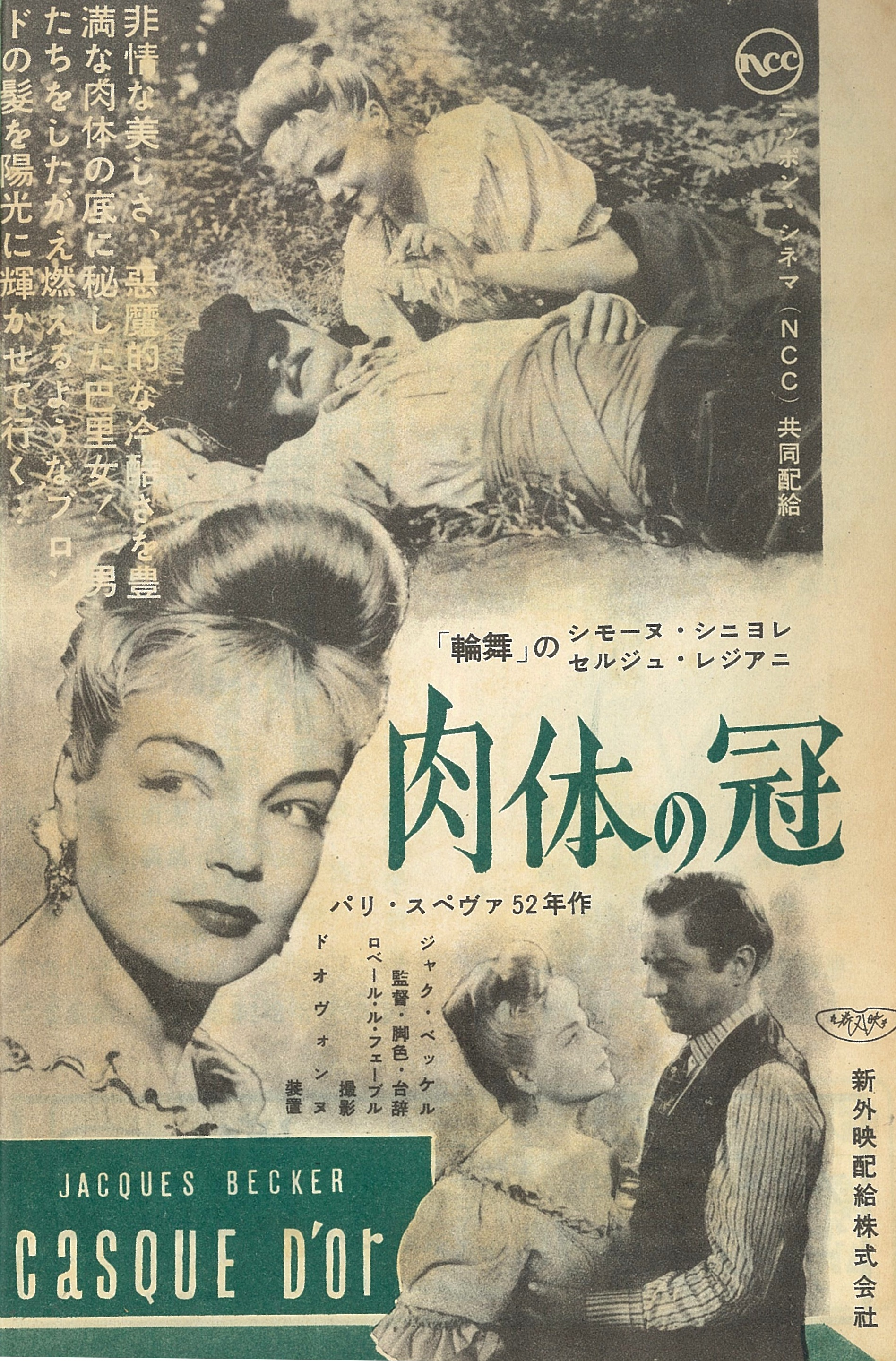
Anunci japonès de Casque d'or (1952).

Simone Signoret era la filla gran d'André Kaminker (1888-1961), un jueu d'origen polonès, i de Georgette Signoret (1896-1984), una francesa procedent de la Provença. Neix a l'Alemanya renana, llavors ocupada pels francesos després de la Primera Guerra Mundial (el seu pare era oficial de l'exèrcit). Simone tenia dos germans petits, Alain i Jean-Pierre.
André Kaminker fou amb Jacques Paul Bonjean periodista del Plaça Parisenc, i feua també per la ràdio francesa, el 1934, una traducció simultània d'un discurs de Hitler a Nuremberg. S'uneix el 1940 a la França lliure a Londres, després esdevé speaker, sobretot a Ràdio Brazzaville.
Al començament de la Segona Guerra mundial, Simone es refugia a Bretanya amb la resta de la seva família: és educada al liceu de Vannes on té per professor d'història Lucie Aubrac durant alguns mesos. De retorn a París, esdevé, el 1941, la secretària de Jean Luchaire. Gràcies a la filla d'aquest, l'actriu Corinne Luchaire, comença a fer figuració al cinema. Tria llavors un nom artístic, el de la seva mare, Signoret.
El 1943, coneix el director Yves Allégret. El 16 d'abril de 1946 neix la seva filla Catherine Allégret, i es casen el 1948. La seva carrera d'actriu arrenca l'any 1946 amb Macadam, per la qual obté l'any següent el premi Suzanne-Bianchetti de la revelació. Allégret ofereix a Simone Signoret els seus primers papers importants, sobretot a Dédée d'Anvers el 1948 i Manèges, estrenada l'any 1950, però l'agost, en un enamorament sobtat, abandona Yves Allégret per un jove cantant descobert per Édith Piaf, Yves Montand, que ha conegut a Sant Pau, als Alps Marítims. Es casen el 22 de desembre de 1951.
Amb altres directors, accedeix al rang d'estrella amb obres com, per exemple, Casque d'or de Jacques Becker el 1951, Thérèse Raquin de Marcel Carné el 1953 i Les Diaboliques d'Henri-Georges Clouzot el 1954.
El 1954, Signoret i Montand compren una propietat a Autheuil-Authouillet, a Normandia. Aquesta casa va esdevenir després un lloc per trobades artístiques i intel·lectuals. Jean-Paul Sartre, Simone de Beauvoir, Serge Reggiani, Pierre Brasseur, Luis Buñuel, Jorge Semprún, s'hi allotgen regularment. La parella milita a favor de les seves idees d'esquerra i és aviat catalogada « company de ruta » del Partit Comunista Francès (PCF). el 1957, Yves Montand, acompanyat de Simone Signoret, emprèn una gira triomfal a tots els països del bloc de l'Est. No obstant això el tornen profundament decebuts sobre l'aplicació concreta de l'ideal comunista i agafen des de llavors les seves distàncies amb el partit, sense renegar tanmateix les seves conviccions polítiques. el 1956, actuen junts per primera vegada el film de Yannick Bellon, Un matí com els altres, curt sobre el problema de la insalubritat dels allotjaments el suburbi.
Després d'haver rodat a Anglaterra Un lloc a dalt de tot sota la direcció de Jack Clayton, Simone Signoret marxa als Estats Units amb Yves Montand el 1959. La parella es fa amb l'escriptor Arthur Miller, del qual han creat, amb posada el escena de Raymond Rotllo, la versió francesa de Les Bruixes de Salem el 1954 a París, portada a la pantalla dos anys més tard. Miller acaba de casar-se amb Marilyn Monroe, que imposa Montand al seu costat al film El multimilionari que roda amb George Cukor.
Després d'haver rebut l'Oscar a la millor actriu per la seva interpretació el un lloc a dalt de tot 4 d'abril de 1960, esdevenint la primera actriu francesa el rebre aquest premi, Simone Signoret torna a França, mentre que una connexió — coneguda de tots — es teixeix entre Montand i Marilyn durant alguns mesos. L'actor francès no obstant això torna amb la seva esposa després de la promoció del film. Quan, anys més tard, un periodista evoca amb Signoret aquesta connexió, respon que lamentava simplement que Marilyn Monroe no hi hagués mai sabut que ella no ho havia volgut.
Als anys 1970, Simone Signoret encarna nombrosos papers, de vegades polítics com a la Confessió de Costa-Gavras amb Montand el 1970, però sempre poderosament dramàtics: L'Exèrcit de les ombres de Jean-Pierre Melville el 1969, El Gat amb Jean Gabin i La Vídua Couderc amb Alain Delon, tots dos de Pierre Granier-Deferre el 1971, Els Granges cremades (a nou amb Delon) de Jean Chapot el 1973. Roda igualment amb la nova generació de realitzadors, sobretot Patrice Chéreau (La tija de l'orquídia l'any 1975 i Judith Therpauve l'any 1978) i Alain Corneau (Policia Python 357 l'any 1976).
El 1978, la seva interpretació de Madame Rose al film La Vida davant si, li val el César a la millor actriu. El mateix any, roda igualment per la televisió a la sèrie Madame le Juge.

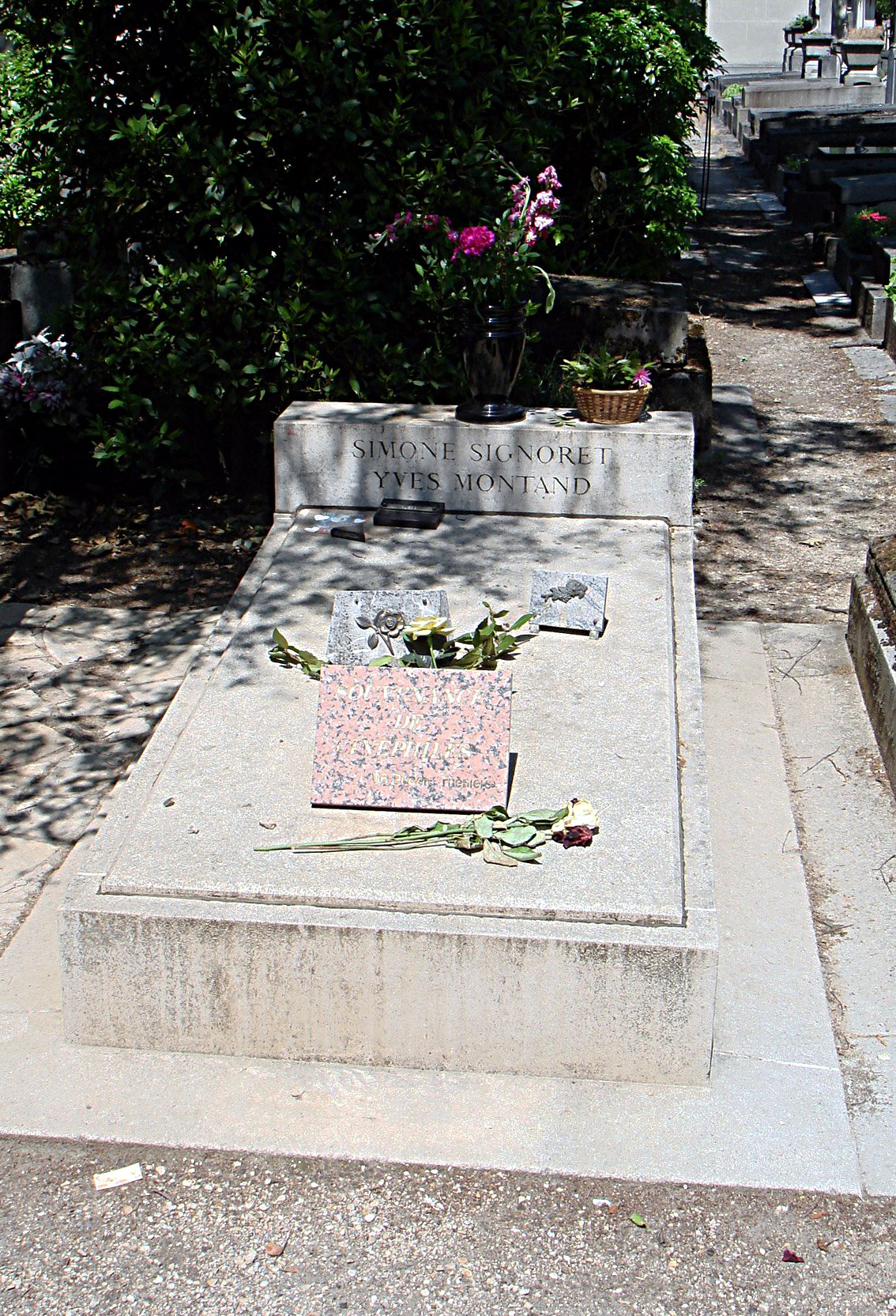
Tomba de Simone Signoret i Yves Montand al cementiri del Père-Lachaise.

A partir de 1981, la salut de Simone Signoret, que fuma i beu molt, es deteriora seriosament: pateix una primera operació de la vesícula biliar, a continuació es queda progressivament cega, no distingint més que la silueta dels objectes. Les seves aparicions a la pantalla esdevenen escasses, malgrat la continuació de la seva carrera cinematogràfica. Roda entre d'altres L'Estrella del Nord amb Pierre Granier-Deferre el 1982 així com dos telefilms amb Marcel Bluwal: Thérèse Humbert el 1983 i Music-hall l'any 1985. Una de les seves últimes aparicions destacables és, alguns mesos abans la seva mort, a l'emissió 7 sur 7 on demana a la periodista Anne Sinclair presentar l'eslògan de SOS Racisme « No toquis el meu amic ».
Afectada d'un càncer de pàncrees, pateix una última intervenció quirúrgica l'agost de 1985. Mor a la seva propietat d'Autheuil, el 30 de setembre de 1985 a l'edat de 64 anys. És inhumada al Cementiri del Père-Lachaise. Yves Montand, que mor sis anys més tard, el novembre de 1991, és enterrat al seu costat.
Simone Signoret ha publicat la seva autobiografia, La nostàlgia no és el que era el 1975, un altre relat autobiogràfic, Le lendemain, elle était souriante... el 1979 i un única novel·la, Adieu Volodia l'any 1985.
La seva filla Catherine Allégret serà actriu i el seu net, Benjamin Castaldi, presentador de televisió.

## Filmografia
- Dédée d'Anvers (1947)
- La ronda (1950)
- Casque d'or (1952)
- Les Diaboliques (1954)
- La mort en aquest jardí (1956)
- Un lloc a dalt de tot (1959)
- El vaixell dels bojos (1965)
- Es crema París? (1966)
- Games (1967)
- The Sea Gull (1969)
- L'exèrcit de les ombres (1969)
- L'americà (1969)
- Le Chat (1971)

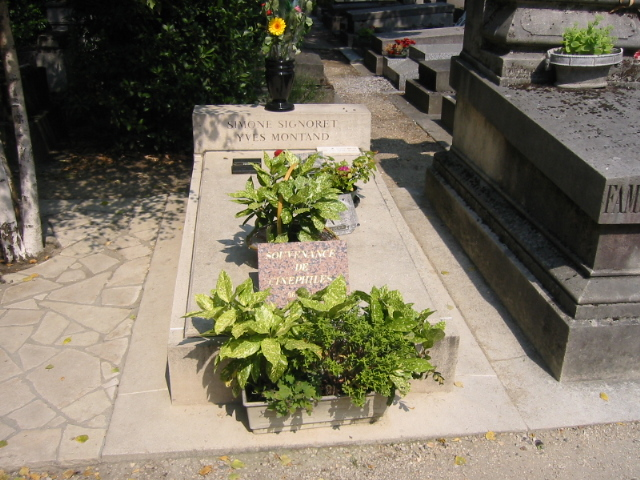
Tomba de Signoret i d'Yves Montand al cementiri del Père-Lachaise de París

- Dura jornada per a la reina (Rude journée pour la reine) (1973)
- La tija de l'orquídia (1975)
- Policia Python 357 (1976)
- La vida al davant (La Vie devant soi) (1977)